# Meinen Jesum laß ich nicht
Meinen Jesum laß ich nicht (Je n’abandonnerai pas mon Jésus), (BWV 124), est une cantate religieuse de Johann Sebastian Bach composée à Leipzig en 1725 pour le premier dimanche après l'Épiphanie, qui cette année tombait le 7 janvier. Pour cette destination liturgique, deux autres cantates ont franchi le seuil de la postérité : les BWV 32 et 154. 
Le texte est de Christian Keymann (premier et dernier mouvement), le reste est d'auteur inconnu.
Le thème choral est inspiré du psaume « Meinen Jesum laß ich nicht ». Andreas Hammerschmidt (1611 ou 1612-1676) en composa la mélodie qui parut d'abord dans les « Fest-, Buß- und Danklieder » pour cinq voix et cinq instruments. Cette collection a été acquise par Madeleine-Sibylle de Prusse, imprimée le 29 octobre 1658 et publiée à Zittau.

## Histoire et livret
Bach composa cette cantate chorale durant sa deuxième année à leipzig pour le premier dimanche après l'Épiphanie. Les lectures prescrites pour ce jour de fête étaient  prises de l'épître aux Romains à propos des devoirs du Chrétien (12 : 1–6) et de l'évangile selon Luc, la découverte au Temple (2 : 41–52).
Une année auparavant pour la même occasion, Bach avait reflété dans Mein liebster Jesus ist verloren, (BWV 154), la situation de quelqu'un qui a perdu Jésus. Le texte de la cantate est fondé sur le choral en six strophes de Christian Keymann (1658). Le texte du choral commence, comme dans la précédente cantate, avec une idée proche de l'Évangile : le Chrétien ne veut pas être séparé de Jésus de même que les parents avaient souhaité ne pas perdre leur garçon de 12 ans, puis le choral poursuit l'idée d'être uni à Jésus après la mort.
Le poète inconnu a conservé les première et dernière strophes et paraphrasé les strophes intermédiaires en une séquence d'autant de récitatifs et d'arias. Bach dirigea la cantate pour la première fois le 7 janvier 1725, une journée après Liebster Immanuel, Herzog der Frommen, (BWV 123), pour l'Épiphanie.

## Structure et instrumentation
La cantate est écrite pour cor, hautbois d'amour concertant, deux violons, alto et basse continue avec orgue, quatre solistes (soprano, alto ténor, basse) et chœur à quatre voix.
Il y a six mouvements :
1. chœur : Meinen Jesum laß ich nicht
2. récitatif (soprano) : So lange sich ein Tropfen Blut
3. aria (ténor) : Und wenn der harte Todesschlag
4. récitatif basse) : Doch ach! welch schweres Ungemach
5. aria (duo soprano alto) : Entziehe dich eilends, mein Herze, der Welt
6. choral : Jesum laß ich nicht von mir.

## Musique
Dans le chœur d'ouverture, la soprano et le hautbois présentent le cantus firmus ligne par ligne sur une mélodie d'Andreas Hammerschmidt qui collabora avec Keymann sur des chorals. Les voix graves sont disposées essentiellement en homophonie tandis que l'orchestre joue son propre thème dans l'introduction, les interludes et l'accompagnement. Le caractère du mouvement est celui d'un menuet dans lequel le hautbois d'amour mène une partie concertante virtuose. La phrase « klettenweis an ihm zu kleben » (accroche toi à lui comme une ronce) est illustrée par les trois voix graves tenant une note pendant trois mesures comme si elles s'y accrochaient. John Eliot Gardiner note le « ton doux et presque naïf de la voix afin de refléter le caractère de soumission du texte ». Un rapide récitatif secco mène à une aria du ténor accompagnée par le hautbois tandis que les cordes jouent « un persistent tambourinage de quatre notes » pour exprimer « Furcht und Schrecken » (peur et terreur). Alfred Dürr compare ces répétitions aux formes similaires dans le récitatif alto « Warum wollt ihr erschrecken » du 49e mouvement de l'Oratorio de Noël. Dans un autre récitatif secco, l'expression « nach vollbrachtem Lauf » (quand j'aurai accompli ma vie) est illustrée par une échelle couvrant une octave. Un duo du soprano et de l'alto, accompagné seulement du continuo, s’épanouit comme une danse en simples périodes de quatre mesures. La cantate se clôt avec la strophe finale dans une disposition en quatre parties.

## Source
- (en) Cet article est partiellement ou en totalité issu de l’article de Wikipédia en anglais intitulé « Meinen Jesum laß ich nicht, BWV 124 » (voir la liste des auteurs).